# 霍巴特国际网球中心
霍巴特国际网球中心（Hobart International Tennis Centre），又被称作领地网球中心（The Domain Tennis Centre），是位于澳大利亚塔斯马尼亚州霍巴特的网球设施，距离霍巴特中央商务区皇后领域不到1公里。
霍巴特国际网球中心拥有6个弹性硬地球场、7个人造草地球场和5个泥地球场，所有球场均达到国际顶级标准。该中心还设有专业体育用品店、酒吧和会所，目前拥有800多名会员。
俱乐部也举办培训和青少年发展活动，并定期举办比赛，从每周的民间比赛到塔斯马尼亚青少年网球大师赛（Tasmanian Junior Masters）和塔斯马尼亚青少年网球公开赛（Tasmanian Junior Open），以及WTA巡回赛赛事霍巴特国际赛。

## 重建
2009年年中，塔斯马尼亚州政府宣布出资225万美元，在2009-10年期间对网球中心进行重建。在2010年霍巴特国际赛单打决赛之前，澳大利亚网球协会的代表与赛事总监迈克尔·罗伯茨（Michael Roberts）共同宣布，该赛事将至少持续举办到2013年。
2009年，网球中心开始进行一系列重建，以确保赛事在未来稳定举行。重建工程的第一阶段包括拆除北面的座位，为永久性的赞助商看台和位于中心球场南端的新媒体看台让路。这项工程已在2010年霍巴特国际赛之前完工。重建的第二阶段是在球场的东西两端修建新的永久看台，将观众席从大约1000个增加到2800个。重建工程已于2011年比赛前完工。